# Nikolaj Bentzon
Nikolaj Viggo Bentzon (født 1964) er en dansk jazzpianist, -komponist, -arrangør og orkesterleder.

## Karriere
Bentzon blev som barn undervist af sin far, komponisten Niels Viggo Bentzon. Han er uddannet ved Berklee College i Boston, USA (1983-86), og han fik sit gennembrud med sin egen trio i 1989. Han har i en lang årrække været medlem af Danmarks Radios Big Band.
Han spiller i flere forskellige stilarter og genrer, heriblandt jazzfunk i gruppen Bentzon Brotherhood. Han har spillet sammen med en lang række store navne, som David Sanborn, John Scofield, Van Morrison, Toots Thielemans, Carla Bley og Joe Henderson.

## Priser
Nikolaj Bentzon har modtaget en lang række priser, heriblandt:
- 1983: Jacob Gades Legat[2]
- 1985: Oscar Peterson Jazz Award